# AIK Innebandy
AIK Innebandy bildades år 1996 och är innebandysektionen inom idrottsklubben AIK. Sektionen bildades ur den tidigare klubben Solna IBK. Herrlaget spelade i Sveriges högsta division på herrsidan, Svenska Superligan, från år 2000, men flyttades 2018 ner till allsvenskan efter att säsongen 17/18 ha slutat näst sist. Klubben vann under perioden två SM-guld och tre SM-silver, tre SM-brons samt att klubben blivit europeiska cupmästare för klubblag vid tre tillfällen. Efter att ha besegrat Salems IF samt Lillån IBK i kvalet till SSL säsongen 2021/2022 har AIK återigen lyckats gå upp till SSL och spelar för stunden sin tjugonde säsong i Svenska Superligan 2024/2025. Klubben har cirka 600 medlemmar i innebandysektionen.

## Historik
AIK Innebandy bildades 1996. Den allra första säsongen, 1996/1997, spelade AIK i division 1, men klubben åkte ur direkt och spelade nästkommande år i division 2. AIK vann division 2 - bara för att återigen få spela i division 2 året därpå. Detta berodde på en serieomläggning som skapade ett par rubbningar i seriesystemet. Säsongen 1998/1999 vann klubben division 2 ytterligare en gång och gick upp till division 1 via kval. Den andra säsongen i division 1 i klubbens historia inleddes med att Solnahallen blev hemmaplan för AIK. Säsongen avslutades med en serieseger och 2000/2001 fick AIK spela i Elitserien för första gången i klubbens historia.
Premiäråret i elitserien inleddes med att AIK satte ett nytt publikrekord för seriematcher, då klubben spelade premiären på Hovet i Stockholm och hela 3000 letade sig till hallen för att titta. Det var de regerande mästarna Haninge IBK som var motståndarna - och AIK vann matchen med 3-2. AIK tog sig mot alla odds till slutspel, där de åkte ut i kvartsfinalen mot Balrogs IK med 3-1 i matcher. Säsongen därpå, 2001-2002, blev också en framgångsrik säsong för AIK:s del då man vann grundserien, tre poäng före Haninge IBK, efter 21 segrar på de 30 omgångarna. Man gick också till semifinal för första gången i klubbens historia, men återigen så blev det stopp mot Balrog, denna gång med 3-0 i matcher. Vintern 2002/2003 så snittade man närmare 1000 personer i genomsnitt och i den fjärde kvartsfinalen mot Balrogs IK så kom det 2077 personer till Solnahallen - ett nytt publikrekord för AIK Innebandy. Grundserien från AIK:s sida var godkänd, man kom på en femteplats och fick återigen möta Balrog i en slutspelsserie. Denna gång tog AIK ledningen med 2-0 i matcher, dock lyckades Balrog vända serien och vinna med 3-2 i matcher.
Säsongen efter så lyckades AIK ta sig till sin första SM-final, som spelades på Hovet i Stockholm. Laget mötte Balrog inför ett nytt publikrekord för klubblagsinnebandy, 8064 personer. Denna match anses av många inom svensk innebandy som den mest underhållande matchen som någonsin har spelats. Balrog tog ledningen med 4-1, men AIK lyckades vända och ledde långt in i tredje och sista perioden med 4-5. Med 83 sekunder kvar så gjorde Balrogs back Thomas Brottman 5-5, och med endast 12 sekunder kvar sköt kollegan Adam Grane det avgörande 6-5 - och AIK fick nöja sig med silver detta år. Säsongen 2004/2005 avslutades med att AIK spelade ytterligare en SM-final. Man mötte Warbergs IC 85 inför hela 14656 åskådare i Globen Arena i Stockholm, men för andra året i rad förlorade AIK och Warberg vann med 3-2. Säsongen efter, 2005-2006, lyckades AIK till slut vinna titeln i sin tredje raka SM-final och bli svenska mästare för första gången genom att slå Pixbo Wallanstam med 6-2 inför 12 987 åskådare.
Säsongen 2006/2007 gick bra i grundserien - AIK kom tvåa efter en väl genomförd säsong. Till kvartsfinalen fick AIK som andra lag (av 1-4) välja motståndare på den nedre delen av tabellen (5-8) och valde Caperio Täby FC, som slutat sexa i tabellen. Kvartsfinalserien inleddes dock svagt av AIK som förlorade de två inledande matcherna. I match tre så vann man med 8-6 och hoppet fanns kvar om avancemang. Men i den fjärde matchen blev man dock utslagna efter förlust på straffar (3-3 vid full tid och förlängning). Detta anses inom innebandysverige som en av de största innebandyskrällarn på länge - kanske den största genom tiderna.
I Europacupen i innebandy vann AIK återigen, efter en finalseger mot Warbergs IC 85 med 2-1. Matchen avgjordes i sudden death.
AIK vann återigen Europacupen säsongen 2008/2009. Samma säsong blev man även svenska mästare.

## Spelartrupp Dam 21/22
| Nummer              | Spelare                    | Ålder     | Moderklubb             | Senaste klubb          | I klubben sedan säsong |
| Målvakter           | Målvakter                  | Målvakter | Målvakter              | Målvakter              | Målvakter              |
| ------------------- | -------------------------- | --------- | ---------------------- | ---------------------- | ---------------------- |
| 50                  | Elin Persson               | 16 år     | Väsby IBK              | Rotebro IS             | 2018/2019              |
| 67                  | Cecilia Fredriksson        | 32 år     | Lidingöfavoriterna Fik | FBI Tullinge           | 2019/2020              |
| Försvarare          |                            |           |                        |                        |                        |
| 5                   | Sara Stegervall            | 29 år     | KAIS Mora UIF          | Sundbybergs IK         | 2015/2016              |
| 11                  | Mira Egnell                | 19 år     | Ekerö IK               | Ekerö IK               | 2018/2019              |
| 13                  | Wilda Deland Larsson       | 21 år     | Råsunda IS             | Råsunda IS             | 2011/2012              |
| 19                  | Sophia Persson             | 29 år     | Jönköpings IK          | Tyresö Trollbäcken IBK | 2017/2018              |
| 26                  | Elin Olofsson              | 31 år     | Sundbybergs IK         | Sköndals IK            | 2019/2020              |
| 44                  | Johanna Käck               | 19 år     | Rotebro IS IBK         | Rotebro IS IBK         | 2019/2020              |
| 77                  | Anja Freidestam            | 24 år     | IBF Offensiv Lidingö   | Djurgårdens IF IBS     | 2015/2016              |
| 79                  | Hanna Knutsson             | 19 år     | Ekerö IK               | Ekerö IK               | 2013/2014              |
| 94                  | Leah Svensson              | 19 år     | Ekerö IK               | Ekerö IK               | 2018/2019              |
| Mittfältare/Spetsar |                            |           |                        |                        |                        |
| 7                   | Madeleine Öhrn             | 25 år     | AIK IBF                | Duvbo IK               | 2014/2015              |
| 9                   | Klara Löfgren              | 27 år     | Fristads GoIF          | Älvsjö AIK IBF         | 2019/2020              |
| 15                  | Tiffany Saffo              | 19 år     | AIK IBF                | Bele Barkarby IF IBF   | 2019/2020              |
| 21                  | Mari Aanerud               | 28 år     | Ekerö IK               | Älvsjö AIK IBF         | 2020/2021              |
| 25                  | Amanda Dahlin              | 28 år     | Täby IS                | IBK Dalen              | 2017/2018              |
| 32                  | Jennifer Stålhult (A)      | 30 år     | IFK Täby               | Täby FC IBK            | 2020/2021              |
| 43                  | Thea Arvidsson             | 17 år     | Huddinge IK            | Huddinge IK            | 2019/2020              |
| 65                  | Linnéa Roos                | 18 år     | Råsunda IS             | Bele Barkarby IF IBF   | 2018/2019              |
| 69                  | Jessica Ericson            | 36 år     | Storvreta IBK          | Funbo IF               | 2010/2011              |
| 71                  | Hanna Wernström            | 26 år     | Älvsjö AIK             | Älvsjö AIK             | 2016/2017              |
| 81                  | Linn Skotte                | 17 år     | Kungsängens IF         | Hammarby IF IBF        | 2019/2020              |
| 86                  | Josefin Westin             | 18 år     | Ekerö IK               | Ekerö IK               | 2018/2019              |
| 88                  | Mathilda Groth Nilsson (K) | 29 år     | Stöpen IBK             | Endre IF               | 2017/2018              |
| 91                  | Jenny Gustafsson           | 30 år     | Åkersberga BK          | Täby FC IBK            | 2020/2021              |

### Sportchef Dam
- Torbjörn Aanerud

### Chefstränare Dam
- Joakim Öhrn

### Assisterande tränare
- Katarina Bäckman-Hed
- Malin Aanerud
- Nikolaos Papelexis (läktarcoach)

### Övriga roller
- Lasse Gårdh (materialare)
- Robert Esperi (lagledare)

* Uppdaterat 11 maj 2021.

## Spelartrupp Herr 21/22
| Nummer              | Spelare            | Ålder     | Moderklubb           | Senaste klubb          | I klubben sedan säsong |
| Målvakter           | Målvakter          | Målvakter | Målvakter            | Målvakter              | Målvakter              |
| ------------------- | ------------------ | --------- | -------------------- | ---------------------- | ---------------------- |
| 75                  | Emil Lindh         | 23 år     | Bele Barkarby IF IBF | Järfälla IBK           | 2020/2021              |
| 92                  | Edwin Perry        | 17 år     | Åkersberga IBF       | Täby FC                | 2019/2020              |
| 98                  | Jonathan Hjelm     | 22 år     | Huddinge IBS         | Huddinge IBS           | 2016/2017              |
| Försvarare          |                    |           |                      |                        |                        |
| 3                   | Ludvig Johansson   | 18 år     | Farsta IBK           | Farsta IBK             | 2018/2019              |
| 14                  | Kevin Lieback Asp  | 28 år     | Sköndals IK          | Älvsjö AIK             | 2011/2012              |
| 19                  | Linus Hellqvist    | 21 år     | Huddinge IBS         | Huddinge IBS           | 2017/2018              |
| 21                  | Alexander Rönnlund | 25 år     | Hörnefors IF         | IBK Dalen              | 2018/2019              |
| 25                  | Adam Forslöv       | 25 år     | Järfälla IBK         | Järfälla IBK           | 2020/2021              |
| Mittfältare/Spetsar |                    |           |                      |                        |                        |
| 7                   | Oskar Hagberg      | 27 år     | AIK IBF              | Linköping IBK          | 2021/2022              |
| 9                   | Dennis Blomberg    | 31 år     | Mellansjö MK         | Chur Unihockey         | 2020/2021              |
| 8                   | Alex Kjellbris (A) | 28 år     | Bele Barkarby IF IBF | Järfälla IBK           | 2012/2013              |
| 11                  | Carl Andersson     | 25 år     | Farsta IBK           | Tyresö Trollbäcken IBK | 2018/2019              |
| 17                  | Daniel Ring        | 19 år     | Åkersberga IBF       | Höllvikens IBF         | 2021/2022              |
| 22                  | Jesper Andersson   | 20 år     | Väsby AIK            | Bele BarkarbyIF IBF    | 2017/2018              |
| 47                  | Filip Wiklund      | 22 år     | Fagerhult Habo IBK   | Fagerhult Habo IBK     | 2019/2020              |
| 50                  | Rasmus Bolander    | 27 år     | FBI Tullinge         | Huddinge IBS           | 2017/2018              |
| 91                  | Liam Perry         | 20 år     | Åkersberga IBF       | Täby FC                | 2020/2021              |
| 96                  | Emil Mattsson      | 17 år     | Värmdö IF            | Värmdö IF, lån         | 2020/2021              |
| 99                  | Markus Eriksson    | 21 år     | AIK IBF              | -                      | 2004/2005              |
| ??                  | Anton Österlund    | 17 år     | Bollstanäs SK        | Väsby AIK, lån         | 2020/2021              |

### Chefstränare Herr
- Magnus Jäderlund

### Assisterande tränare
- Dennis Blomberg
- Patrik Börjesson (målvaktstränare)
- Erik Börjesson (fystränare)

### Medicinska teamet
- Anders Laurell (naprapat)

### Övriga roller
- Jamie Perry (materialare)
- Marita Lieback (lagledare)

* Uppdaterat 27 september 2022.

## Spelplatser
AIK:s hemmaplan är Solnahallen i Solna kommun som tar cirka 2500 åskådare när båda läktarna är utdragna. Underlaget var parkett, vilket enligt gällande regelverk inte är tillåtet, varför hemmamatcherna tidigare spelades på dispens. Numer är golvet utbytt till ett plastgolv. 
AIK har även spelat på Hovet och i Globen, i bl.a. SM-finaler samt öppningsmatchen 2006/2007 (som spelades mot Storvreta IBK i Globen). Publikrekordet för AIK är 14 656 åskådare, som sattes när AIK spelade SM-final mot Warbergs IC 85 i Globen den 16 april 2005. Warberg vann matchen med 3-2.

## Meriter
- SM
  - Vinnare (2): 2005/2006, 2008/2009
  - Tvåa (3): 2003/2004, 2004/2005, 2007/2008
  - Trea (3): 2001/2002, 2009/2010, 2013/2014
- Europacupen i innebandy
  - Vinnare (3): 2006/2007, 2007/2008, 2008/2009

* Uppdaterat 5 januari 2021.